# Ілемнянська сільська рада
| Ілемнянська сільська рада — орган місцевого самоврядування у Рожнятівському районі Івано-Франківської області з адміністративним центром у с. Ілемня. Водоймища на території, підпорядкованій даній раді: річка Чечва. Сільській раді підпорядковані населені пункти: - с. Ілемня |

## Склад ради
Рада складається з 16 депутатів та голови.

### Керівний склад ради
| ПІБ                        | Основні відомості                                                                | Дата обрання | Дата звільнення |
| -------------------------- | -------------------------------------------------------------------------------- | ------------ | --------------- |
| Луцик Володимир Васильович | Сільський голова, 1968 року народження, освіта, член Української Народної Партії | 26.03.2006   | 31.10.2010      |
| Луцик Володимир Васильович | Сільський голова, 1968 року народження, освіта вища, безпартійний                | 31.10.2010   |                 |

Примітка: таблиця складена за даними джерела